# Дихибридно укрштање
Дихибридно укрштање је оно укрштање при коме се прати наслеђивање две особине при чему сваку од тих особина контролише један ген који образује два алела : доминантан и рецесиван. 
Гени који одређују те особине налазе се на различитим хромозомима, па се називају слободни гени(невезани гени). неопходно је нагласити да се ради о слободним генима пошто постоје и везани гени .
Мендел је вршио дихибридна и полихибридна укрштања и нашао уверљиве доказе да се алели растављају (прво правило наслеђивања и слободно комбинују по принципу случајности (друго правило наслеђивања). 

## Менделов оглед
Пример за дихибридно укрштање јесте Менделов експеримент са баштенским грашком код кога је пратио наслеђивање две особине:
- облика семена и
- боје семена грашка.

Облик може да буде:
- округао, што представља доминантну особину одређену доминантним алелом гена (обележићемо га са А)и
- наборан - рецесивна особина одређена рецесивним алелом а.

Боја семена грашка може да буде:
- жута, што је доминантна особина одређена доминантним алелом (обележен је са B) и
- зелена, што је рецесивна особина детерминисана рецесивним алелом b.

### Родитељска генерација: хомозиготи
У паренталној генерацији (Р) се укрштају, као и у монохибридном укрштању, биљке чистих линија – хомозиготи:
- једна линија су биљке доминантни хомозиготи (ААВВ) са обе доминантне особине (округло, жуто семе),
- друга су рецесивни хомозиготи (аабб) са обе рецесивне особине (наборано, зелено семе).

Хомозиготи образују један тип алела : доминантан хомозигот гамете који сви имају комбинацију АВ, а рецесиван хомозигот гамете са комбинацијом алела аб. (Примењено је прво Менделово правило растављања алела при образовању гамета – гамети сада имају по један алел гена А и В.)

### Једнообразност F1 генерације
Слободним комбиновањем гамета АВ и аб, према другом Менделовом правилу, у F1 генерацији може да се образује само један генотип АаВб па је та генерација једнообразна (униформна) и по генотипу и по фенотипу (све биљке имају изражене обе доминантне особине : округло и жуто семе). 
Биљке F1 генерације, с обзиром да су хетерозиготи за оба гена (дихибриди), образују 4 типа гамета (2 n, где је n=2) са следећим комбинацијама алела : АВ, Аб, аВ и аб. Када се ови гамети међусобно слободно искомбинују, добије се 16 могућих комбинација у F2 генерацији (види слику).

### Генотипови и фенотипови F2 генерације
У F2 генерацији се јављају:
- 4 различита фенотипа и
- 9 различитих генотипова.

Број могућих фенотипова који се образују у F2 генерацији израчунава се по формули 2n, а број могућих генотипова по формули 3n, где је n број особина које се прате(посматрају). 
У F2 генерацији образује се 9 различитих генотипова. 
Фенотипови који се при оваком, дихибридном укрштању образују у F2 генерацији су :
1. . фенотип обе доминантне особине (округло, жуто семе) одређен је генотипом у коме су оба гена заступљена бар са по једним доминантним алелом (обележићемо га са А-B-) што се јавља у 9 од укупно 16 комбинација или 9/16 ;
2. . фенотип у коме је прва особина доминантна, а друга рецесивна (округло, зелено семе) одређен је генотипом А-бб који се јавља у 3 од укупно 16 комбинација или 3/16<
3. . фенотип у коме је прва рецесивна, а друга особина је доминантна (наборано, жуто зрно) одређен је генотипом ааВ- који се јавља у 3 од 16 комбинација или 3/16
4. . фенотип обе рецесивне особине (наборано, зелено семе) одређен је генотипом аабб, где су сви алели рецесивни који се јавља у 1 од 16 комбинација- 1/16.

Фенотипски однос у Ф2 генерацији је, дакле : 9 : 3 : 3 : 1
Мендел је предвидео да ће добити такве бројне односе и када је прегледао око 550 семена грашка утврдио је да је у F2 генерацији настало : 
- 315 жутих и округлих,
- 101 жуто и наборано,
- 108 зелених и округлих и
- 32 зелена и наборана семена, што одговара односу 9 : 3 : 3 : 1.